# 1919 en sport automobile
Chronologie du Sport automobile
1918 en sport automobile - 1919 en sport automobile - 1920 en sport automobile
Les faits marquants de l'année 1919 en Sport automobile

## Par mois

### Février
- 12 février : à Daytona Beach, Ralph DePalma établit un nouveau record de vitesse terrestre : 241,20 km/h.

### Mai
- 31 mai : 500 miles d'Indianapolis.

### Novembre
- 23 novembre : Targa Florio.

## Naissances
- 3 août : Jean Estager, pilote de rallyes français. († 9 avril 2002).
- 23 août : Dries Van der Lof, pilote automobile néerlandais. († 24 mai 1990).
- 30 septembre : 
  - Roberto Bonomi, pilote automobile argentin. († 10 janvier 1992).
  - Cecil Green pilote automobile d'IndyCar américain, († 29 juillet 1951).
- 2 octobre : Jan Flinterman, pilote automobile néerlandais. († 26 décembre 1992).
- 8 octobre : Jack McGrath, pilote automobile américain.  († 6 novembre 1955).
- 15 octobre : Charles « Chuck » Stevenson, pilote automobile américain, sur routes et circuits. († 21 août 1995).
- 4 novembre : Eric Thompson, courtier d'assurance et pilote de course automobile anglais. († 22 août 2015).

## Décès
- 25 février : Josef Christiaens, pilote automobile belge de monoplaces devenu aviateur, ingénieur de formation. (° 16 septembre 1882).
- 1er juin : Louis Bennett LeCocq, pilote automobile américain. (° 27 mars 1892).
- 18 décembre : Henri Fournier, pilote automobile, coureur cycliste, pilote de vitesse moto et aviateur français. (° 13 avril 1871).